# Aitolahti
Aitolahti est  ancienne municipalité absorbée par Tampere en Finlande.

## Présentation
Aitolahti est séparée de Messukylä en 1924 et absorbée par Tampere en 1966.